# Сєща (летовище)
Сєща — військовий аеродром у Брянській області, розташований поблизу селища Сєща. На аеродромі базується 566-й військово-транспортний авіаполк (ВТАП) 12-ї військово-транспортної авіаційної дивізії, оснащений літаками Іл-76 та Ан-124 «Руслан».

## Історія
Будівництво аеродрому для важкої авіації з бетонною смугою, яка підігрівалася за допомогою підземних вод, почалося на початку 1931 року.
З 1932 року тут базувалася 9-та важкобомбардувальна бригада до 1936 року укомплектована найбільшими довоєнними бомбардувальниками ТБ-3Р. Повністю бригада називалася «9-та бригада імені 10-го Всесоюзного з'їзду Ленінського комсомолу». До неї входили п'ять ескадрилей, які носили імена Ворошилова, Кагановича, Кірова, Постишева та Косарева.
У роки німецької окупації під час Другої світової війни на Сєщінському аеродромі діяло інтернаціональне підпілля, про героїв якого у 1964 році був знятий чотирисерійний художній фільм «Викликаємо вогонь на себе».

### 566-й авіаполк
566-й авіаполк був сформований восени 1941 року у Воронежі. Був він тоді не транспортним, а штурмовим і літав на Іл-2. Бойове хрещення частина отримала під час оборони Москви. За участь у звільненні підмосковного Солнечногорська полк отримав почесне найменування, після розгрому німецького угруповання у Східній Пруссії став Червонопрапорним. Орденом Кутузова частину нагородили за участь у штурмі Кенігсберга.
У повітряній частині параду на Красній площі 9 травня 2008 року взяв участь літак Ан-124-100 566-го ВТАП.
В жовтні 2009 року після реформ ЗС РФ «566-й Солнєчногорський Червонопрапорний ордена Кутузова III ступені військово-транспортний авіаполк» 12-ї військово-транспортної авіаційної дивізії 61-ї повітряної армії був переформований в 5-у авіаційну ескадрилью, але вже у грудні 2014 відновлено як 566-й ВТАП.

## Російсько-українська війна
Приблизно за місяць до російського вторгнення в Україну 24 лютого 2022 року, на аеродромі з'явилися винищувачі-бомбардувальники Су-34, які надалі брали участь у бомбардуванні України, зокрема міста Чернігова.
У квітні 2022 року Росія перебазувала на аеродром Сєща частину гелікоптерів, які тримала на території Білорусі. Тоді у Сєщі фіксували розміщення 19 винищувачів і щонайменше 20 військових гелікоптерів. А також військово-транспортні літаки Ан-124 та Іл-76, які й до цього там базувалися. У травні 2023 року аеродром використовувався для запусків БПЛА Шахід-136.
3 травня 2023 року за допомогою БПЛА було знищено військово-транспортний літак АН-124-100 «Руслан», ще один такий літак отримав ушкодження.